# Mittlerer Pfälzerwald
Der Mittlere Pfälzerwald bildet den Mittelteil des Pfälzerwaldes. Südlich von ihm befindet sich der Wasgau und nördlich der Untere Pfälzerwald. 

## Gliederung
Der mittlere Pfälzerwald gliedert sich in mehrere Teilbereiche. Der Südwesten bildet das Gräfensteiner Land; nördlich von ihm liegt das pfälzische Holzland. Östlich von ihm erstreckt sich die Frankenweide. Ganz im Osten befindet sich die Haardt. Der Teilbereich zwischen Frankenweide und Haardt besitzt keinen festgelegten Namen. 
Die Abgrenzung zum Unteren Pfälzerwald ist umstritten. Für gewöhnlich wird die Isenach und die Luftlinie Kaiserslautern–Bad Dürkheim als Kriterium genommen. Jedoch werden die nördlich davon liegenden Gebiete Diemersteiner Wald und Leininger Sporn oft ebenfalls zum mittleren Pfälzerwald gezählt.

Panoramabild vom Weißenberg aus über große Teile des mittleren Pfälzerwaldes

## Berge

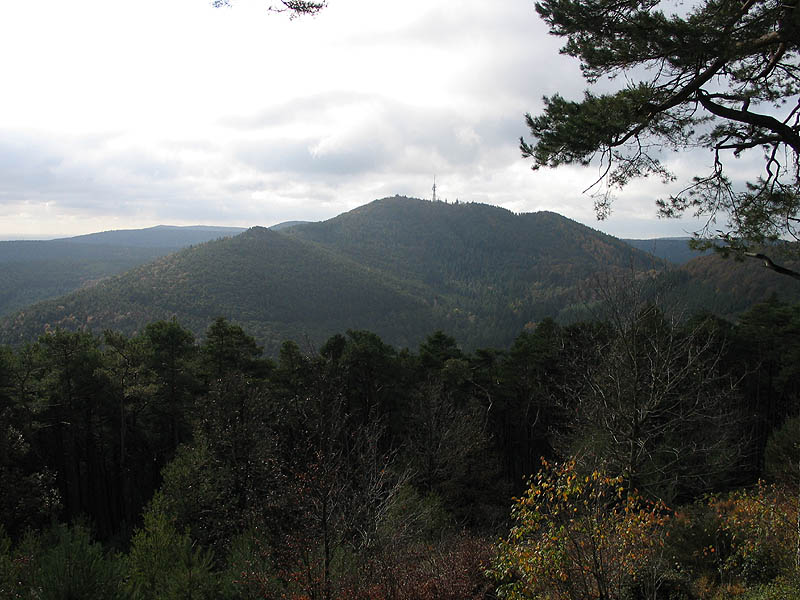
Kalmit, höchste Erhebung des mittleren Pfälzerwaldes

Im mittleren Bereich des Pfälzerwaldes befinden sich die größten Erhebungen des Pfälzerwaldes und dort vor allem innerhalb der Haardt; die innerhalb ihr befindliche Kalmit ist die höchste Erhebung des Gebirgskomplexes. Weitere wichtige Berge – ebenfalls innerhalb der Haardt – sind der Kesselberg, der Roßberg, der Hochberg, der Hüttenberg und die Hohe Loog.
Bedeutende Erhebungen außerhalb der Haardt sind der Weißenberg, der Mosisberg und der Eschkopf innerhalb der Frankenweide sowie weiter nördlich der Steinberg.

## Besiedlung
Der mittlere Pfälzerwald ist von allen Teilbereichen am dünnsten besiedelt. Mit dem Hermersbergerhof enthält er die höchstgelegene Siedlung der Pfalz und somit des Pfälzerwaldes. Größere Ansiedlungen befinden sich lediglich an seinen Randgebieten wie den Städten Pirmasens, Kaiserslautern, Neustadt an der Weinstraße und Bad Dürkheim.
Bedeutende Orte im Inneren sind Lambrecht, Hochspeyer, Trippstadt, Eußerthal, Esthal, Ramberg und Elmstein. Darüber hinaus befindet sich mit dem Weiler Johanniskreuz der geographische Mittelpunkt im mittleren Teilbereich des Mittelgebirges.

## Gewässer
Mit dem Speyerbach, dem Schwarzbach und Lauter entspringen drei der vier großen des Entwässerungssysteme im mittleren Pfälzerwald.

## Geologie
Geologisch bedeutsam für den mittleren Pfälzerwald sind die Elmsteiner und die Lambrechter Verwerfung.